# Matt Shakman
Matthew "Matt" Shakman, född 8 augusti 1975 i Ventura i Kalifornien, är en amerikansk regissör inom film, TV, och teater. Han har även haft en karriär som barnskådespelare.

## Uppxäxt
Shakman är född och uppvuxen i staden Ventura, belägen nordväst om Los Angeles, tillsammans med en judisk far, och en katolsk mor. Han började arbeta som barnskådespelare, genom att medverka i en del reklamfilmer, samt få en roll i TV-serien Just the Ten of Us, innan han slutligen drog sig undan för att börja på internatskolan The Tacher School, belägen i grannstaden Ojai.
Shakman påbörjade sedan i vuxen ålder studier på Yale University (School of Drama), där han studerade konsthistoria och teater. Det var just under tiden på Yale, som Shakman började bli intresserad av teater, vilket sedan skulle få honom att regissera ett flertal scenproduktioner.
Shakman flyttade sedan, efter sina universitetsstudier, till New York, där han kom att bo under flera års tid. Han bestämde sig sedan för att lämna östkusten, och flytta tillbaka till västkusten, för att helt och hållet bosätta sig i Los Angeles. Han gifte sig sedan år 2012 med Maggie Malone, med vilken han har dottern Maisie, född 2016.

## Karriär
Shakmans karriär inleddes, när han fick rollen som Graham "J.R." Lubbock, Jr., i TV-serien Just the Ten of Us, som var en spinoff-serie på TV-serien Pappa vet bäst (engelska: Growing Pains). Han har också medverkat i andra produktioner, bland annat i TV-serierna The Facts of Life, Highway to Heaven, Diff'rent Strokes, Rätt i natten (Night Court), Good Morning, Miss Bliss, och Webster.
Sedan år 2002 har Shakman ägnat sig åt att regissera olika TV-serier, såsom Succession, Mad Men, Six Feet Under, The Boys, The Great, House, Fargo, och It's Always Sunny in Philadelphia, där han även har agerat som exekutiv producent. Han har också regisserat två stycken avsnitt av TV-serien Game of Thrones (The Spoils of War och Eastwatch), under år 2017. Han blev även under samma år utsedd till den nya konstnärliga ledaren, på Geffen Playhouse i Los Angeles, samtidigt som filmbolaget TriStar Pictures kunde meddela, att han skulle regissera den kommande filmversionen av boken Milos fantastiska tullhus (engelska: The Phantom Tollboth).
År 2021 var Shakman regissör och exekutiv producent på Marvel Studios miniserie WandaVision, detta för streamingtjänsten Disney+. Senare samma år kom det även fram, att han skulle regissera en film i Star Trek-serien. Ett år senare, i slutet av augusti 2022, pratades det om att Shakman skulle ersätta Jon Watts som regissör, till den andra rebooten i filmserien om Fantastic Four, som planeras ha biopremiär i maj 2025. Samtidigt kom det även fram, att han också hade valt att hoppa av som regissör till den kommande Star Trek-filmen, på grund av "schemakrockar". Några veckor senare stod det även klart, att Shakman skulle regissera den kommande Fantastic Four-filmen.

## Regisserade verk (i urval)

### Filmer
- 2014 – Cut Bank
- 2025 – The Fantastic Four: First Steps

### TV-serier
- 2002 – Once and Again (TV-serie)
- 2003–2004 – Oliver Beene (TV-serie)
- 2003–2006 – Everwood (TV-serie)
- 2004 – Vem dömer Amy? (TV-serie)
- 2004 – Summerland (TV-serie)
- 2005 – Six Feet Under (TV-serie)
- 2005 – Boston Legal (TV-serie)
- 2005 – One Tree Hill (TV-serie)
- 2005 – Huff (TV-serie)
- 2006 – Kitchen Confidential (TV-serie)
- 2006 – Everybody Hates Chris (TV-serie)
- 2006 – Men in Trees (TV-serie)
- 2006–2007 – Brothers & Sisters (TV-serie)
- 2006–2013 – Psych (TV-serie)
- 2007 – The Nine (TV-serie)
- 2007 – The Riches (TV-serie)
- 2007 – What About Brian (TV-serie)
- 2007–2012 – House (TV-serie)
- 2007–2017 – It's Always Sunny in Philadelphia (TV-serie)
- 2008–2009 – Ugly Betty (TV-serie)
- 2009 – Weeds (TV-serie)
- 2009 – Hung (TV-serie)
- 2010 – Chuck (TV-serie)
- 2010 – The Good Guys (TV-serie)
- 2011 – Outsourced (TV-serie)
- 2011 – Breaking In (TV-serie)
- 2011 – Happy Endings (TV-serie)
- 2011–2015 – Revenge (TV-serie)
- 2012 – New Girl (TV-serie)
- 2012 – GCB (TV-serie)
- 2012 – Mad Men (TV-serie)
- 2013–2016 – The Good Wife (TV-serie)
- 2014 – Fargo (TV-serie)
- 2014–2015 – You're the Worst (TV-serie)
- 2015 – Gracie and Frankie (TV-serie)
- 2015 – Heroes Reborn (TV-serie)
- 2016 – American Gothic (TV-serie)
- 2017 – Game of Thrones (TV-serie)
- 2018 – Billions (TV-serie)
- 2018 – Strange Angel (TV-serie)
- 2019 – The Boys (TV-serie)
- 2019 – Succession (TV-serie)
- 2020 – The Great (TV-serie)
- 2021 – WandaVision (TV-serie)
- 2022 – Welcome to Chippendales (TV-serie)
- 2023 – The Consultant (TV-serie)
- 2023 – Monarch: Legacy of Monsters (TV-serie)